# Robot hút bụi

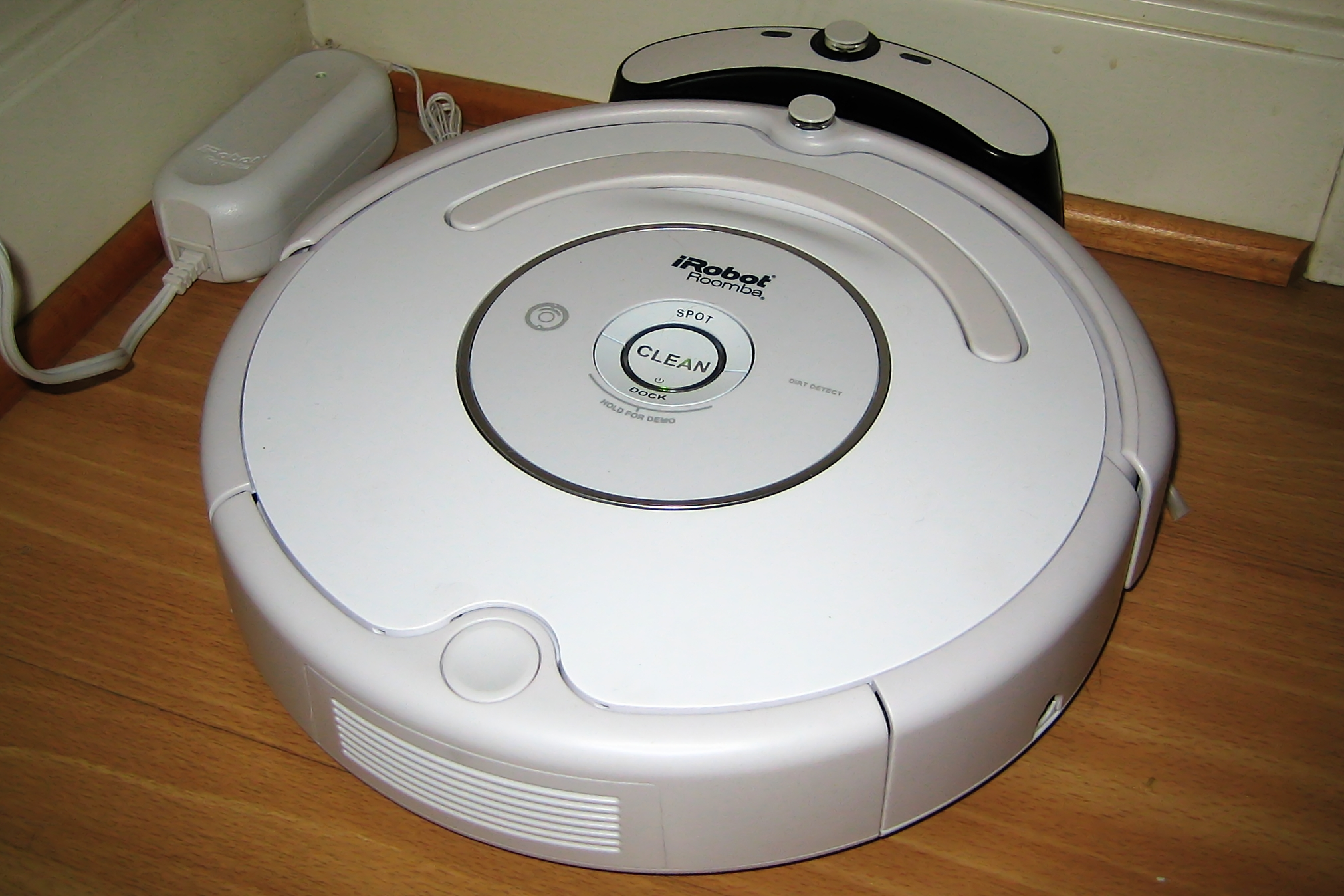
Robot hút bụi

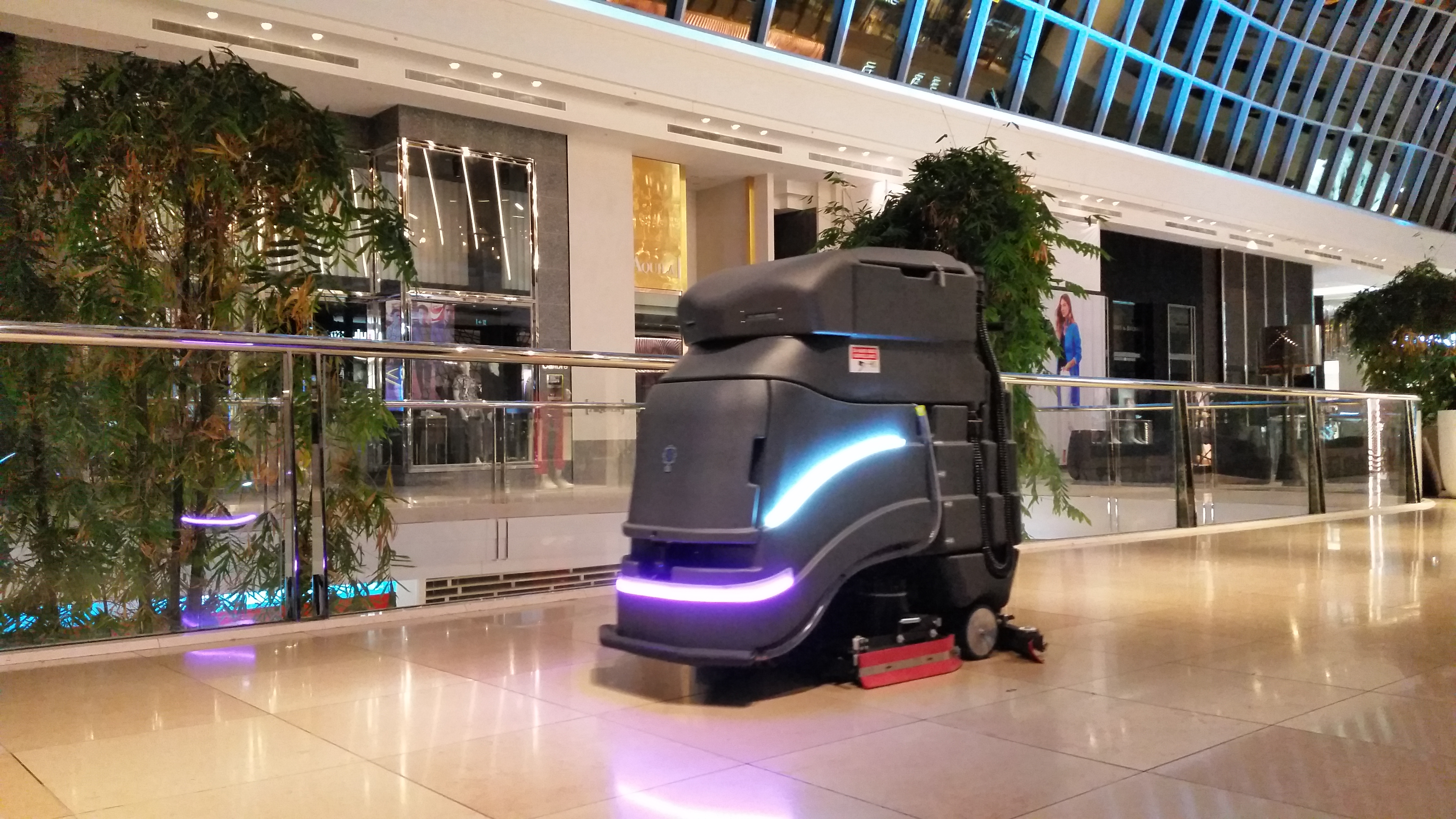
Robot lau sàn Avidbots Neo

Robot hút bụi (tiếng Anh: robotic vacuum cleaner) là một robot hút bụi với lập trình thông minh giúp tự động hóa việc hút bụi. Robot hút bụi có một số tính năng: tự động làm việc tự động lập bản đồ căn phòng lên phương án làm việc tối ưu, trang bị cảm biến bụi bẩn điều khiển lực hút, linh hoạt thay đổi theo chất liệu sàn khác nhau; màng lọc giúp lọc sạch ion siêu nhỏ và loại bỏ các chất gây kích ứng da; tia tử ngoại UV diệt khuẩn giúp robot hút bụi hiệu quả với cả rác bẩn vật lý và hóa học.

## Lịch sử
Robot hút bụi đầu tiên được đưa vào sản xuất là Electrolux Trilobite của Electrolux - hãng sản xuất thiết bị gia dụng chuyên nghiệp Thụy Điển. Năm 1997, một trong những phiên bản đầu tiên của robot hút bụi Electrolux Trilobite đã xuất hiện trên chương trình khoa học của BBC, Thế giới ngày mai (Tomorrow's World).
Trong năm 2001, công ty công nghệ của Anh Dyson xây dựng và triển lãm một robot hút bụi tên DC06. Tuy nhiên do giá thành cao, DC06 không bao giờ được phát hành ra thị trường.
Năm 2002 công ty iRobot phát hành robot hút bụi chân không Roomba. Dự đoán mức tiêu thụ là 15000 sản phẩm, công ty đã thành công lớn với 50.000 sản phẩm đã được bán hết trong mùa Giáng sinh năm đó.
Năm 2002 cũng là năm đánh dấu cột mốc quan trọng với nhiều mẫu robot hút bụi mới ra đời với nhiều tính năng đột phá: hút chân không, sử dụng công nghệ laser thay vì công nghệ siêu âm truyền thống, điển hình có Neato XV 11.

## Cấu tạo robot hút bụi
Với mỗi thương hiệu robot hút bụi khác nhau sẽ có những cấu tạo khác nhau nhưng về cơ bản sẽ có những phần chính sau:
- Thân máy bao gồm: vỏ máy, phần cứng (bộ vi mạch lập trình), hệ thống laser định vị, bánh xe, hộp rác, chổi quét gom rác sợi tổng hợp.
- Phần đi theo máy: đế sạc, dây tường ảo (hoặc cột tường ảo), combo bộ chổi quét, hộp lau nhà...

## Phương pháp hoạt động của robot hút bụi
Nói đến robot thì chúng ta đều biết nó sẽ hoạt động độc lập nhất có thể và hạn chế tối đa thao tác của con người. Hầu hết các robot hút bui trên thị trường hiện nay sẽ tự làm việc khi chúng được đặt lịch làm việc. Tất cả các robot hút bụi sẽ hoạt động theo quy trình sau:
1. Khởi động quét laser lập bản đồ căn phòng định vị không gian.
2. Lập trình phương pháp di chuyển
3. Di chuyển làm việc theo bộ điều khiển
4. Di chuyển đến các phòng khác nhau theo laser định vị dẫn đường.

## Tính năng thông minh
Mỗi thương hiệu robot hiện nay sẽ định vị cho mình những tính năng thông minh riêng biệt. Tuy nhiên vẫn sẽ có những quy chuẩn chung cho robot hút bụi thông minh. Có thể kể đến các tính năng cơ bản sau:
1. Cảm biến chống rơi, giúp robot an toàn hơn khi hoạt động ở sàn cao trên 2,5 cm.
2. Cảm biến chống va đập: giúp robot và đồ nội thất an toàn hơn, không gặp phải các trường hợp đâm vào đồ nội thất gây hỏng robot, rơi, vỡ các đồ đạc.
3. Sạc tự động: giúp robot không bị " ngủ quên" trong một góc nhà khó với nào đó khi đột ngột hết pin. Tính năng này giúp robot hút bụi tự nhận biết được khi nào pin yếu để tự về vị trí ban đầu hoặc trạm sạc tự động của robot.
4. Sử dụng bánh xe cỡ lớn giúp robot đi vượt chướng ngại khoảng 1-1,5 cm, hoạt động được kể cả trên mặt sàn hơi gồ ghề.
5. Tự động giặt khăn, tự động đổ rác.
6. Có camera AI tự nhận diện được vật thể, thay thế camera giám sát tầm thấp.
7. Có hỗ trợ ra lệnh giọng nói, đàm thoại qua app kết nối trên điện thoại.